# 科技浩劫
是一部於2016年上映的美國科幻恐怖片，由陶德·威廉斯執導，史蒂芬·金和亞當·艾力卡編劇。電影改編自金的2006年小說《手機》。由約翰·庫薩克、山繆·傑克森和伊莎貝拉·傅爾曼主演。該片於2016年6月10日以隨選視訊的方式發行，2016年7月8日在美國有限上映。電影獲得了影評人負面的評價，主要批評劇情平淡和沉悶。

## 劇情
故事敘述一通來路不明的神祕手機訊號發出後，所有接收到此訊息的人全都發了瘋，開始襲擊周遭的人；一名漫畫家柯雷為了回家與家人團聚，而不得不與其他正常人合作保護自身安全。

## 發行
2015年2月，Clarius Entertainment獲得了電影的發行權。但它後來放棄了這部電影。該發行權後由薩班電影公司獲得。原本電影將會在格拉斯哥影展上首映，但在最後一分鐘被換下，而改成《現代感染》。該片定於2016年6月10日以隨選視訊的方式發行，並於2016年7月8日在美國有限上映。

## 評價
電影獲得了多為負面的評價。本片在爛番茄上獲得7%的差評，42名影評人僅3人給予好評，而在Metacritic上得到37分，IMDB上得4.4分。主要被影評人批評故事起伏不大、太過無趣，且被列入最糟的史蒂芬·金的小說改編電影。

## 外部連結
- 互联网电影数据库（IMDb）上《科技浩劫》的资料（英文）
- 爛番茄上《科技浩劫》的資料（英文）
- AllMovie上《科技浩劫》的资料（英文）
- Box Office Mojo上《科技浩劫》的資料（英文）
- Metacritic上《科技浩劫》的資料（英文）